# Poa compressa
Poa compressa es una especie botánica de pastos de la subfamilia Pooideae. Se encuentra en Europa pero se puede encontrar en cualquier parte del mundo como especie introducida. 

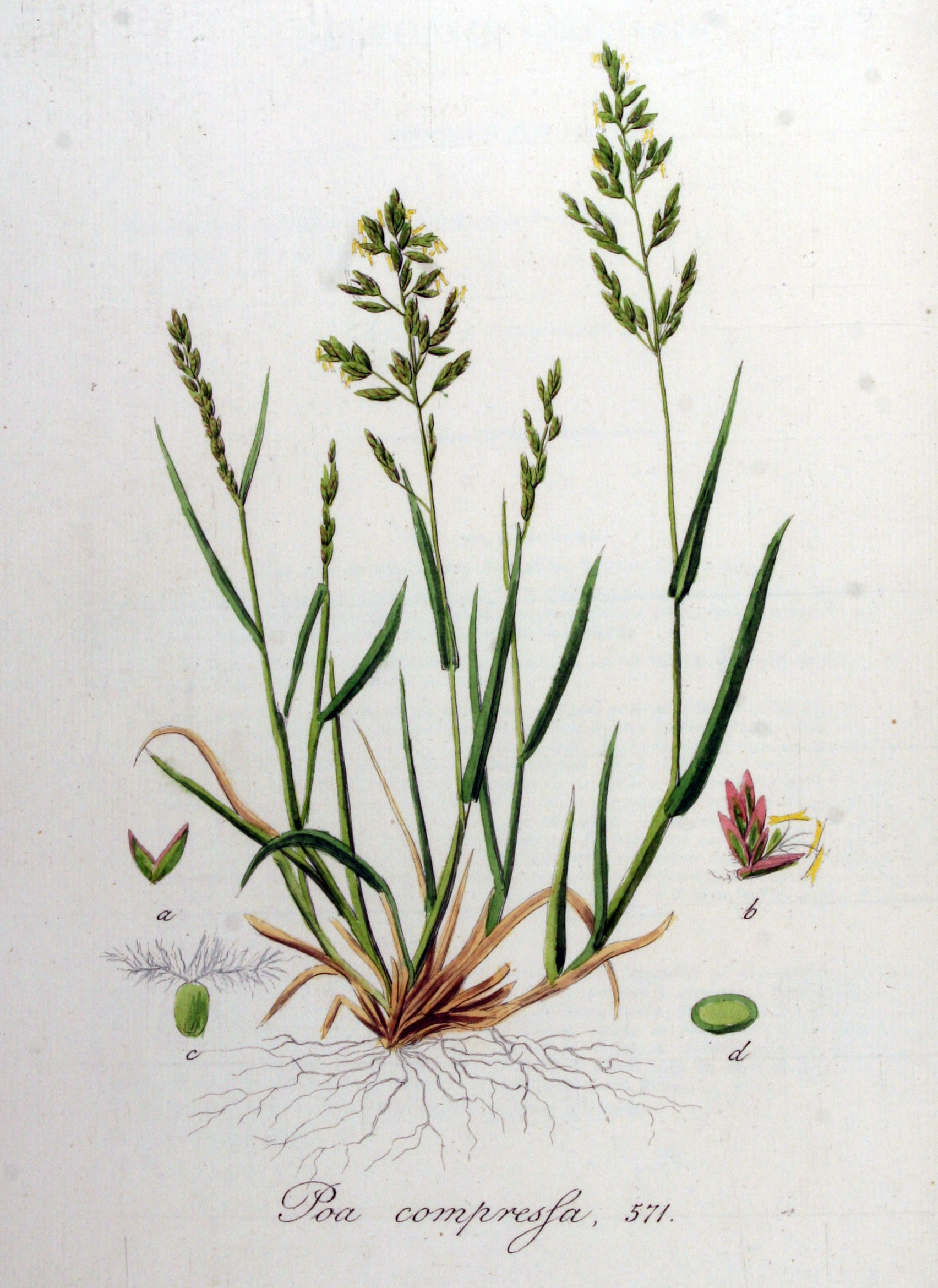
Ilustración

## Descripción
Crece en lo alto de los antiguos muros, en las grietas del pavimento, en la piedra en seco de pastizales, y muchos tipos de hábitat salvajes. Tiene un tallo aplanado, de 23-30 cm de altura, una panoja de color gris, verde, púrpura, con floretes. La lígula es redondeada.

## Taxonomía
Poa compressa fue descrita por Carolus Linnaeus y publicado en Species Plantarum 1: 69. 1753.
Etimología
Poa: nombre genérico derivado del griego poa = (hierba, sobre todo como forraje).
compressa: epíteto latino que significa "comprimida".
Citología
Número de cromosomas de Poa compressa (Fam. Gramineae) y táxones infraespecíficos: 2n=35,42,49,56
Sinonimia
| - Paneion compressum (L.) Lunell - Poa anceps C.Presl - Poa fertilis Hegetschw. - Poa langeana Rchb. - Poa leptostachya D.Don - Poa muralis Wibel - Poa pallens Poir. | - Poa planicularis F.H.Wiggers - Poa planiculmis Weber - Poa polynoda Parn. - Poa polynoda var. denticulata Parn. - Poa subcompressa Parn. - Poa thurmanniana Montandon |